# François Cusset
François Cusset, född 9 mars 1969 i Boulogne-Billancourt i Hauts-de-Seine, är en fransk historiker och författare. Han är professor vid Université Paris-Nanterre.

## Biografi
Cusset är i sin forskning inriktad på 1900-talshistoria och 2016 utgav han boken La Droitisation du monde. Cusset analyserar i boken de senaste årtiondenas politiska omvälvningar. Han visar på hur vänstervindarna från 1960- och 1970-talet har mojnat och hur högervindarna har vuxit sig allt starkare.